# Aka (Hongrie)
Pour les articles homonymes, voir Aka.
Aka (hongrois : Aka [ˈɒkɒ] ; allemand : Acker) est une localité hongroise située dans le comitat de Komárom-Esztergom.

## Nom et attributs

### Toponymie
L'origine du nom Aka demeure incertaine. Certains pensent qu'il provient d'un noble nommé Akácius, tandis que d'autres l'associent au prénom ancien Ok ou encore au village disparu d'Akcsa, autrefois situé à Buzsák. Une autre hypothèse suggère une origine turque, dérivée du mot aka, signifiant chèvre, en raison de la prédominance de l'élevage caprin sous l'occupation ottomane.

## Site et localisation

### Géologie et géomorphologie
Aka est la plus petite commune du comitat de Komárom-Esztergom. Elle se trouve à la frontière du comitat de Fejér, au pied nord-est du massif du Bakony, à l'ouest du fossé de Mór, dans un environnement naturel préservé. Son altitude moyenne est d'environ 250 mètres.
Cette donnée varie en raison de la topographie du village : la majeure partie de la localité est située dans une vallée, tandis qu'une partie plus élevée offre, par temps clair, une vue dégagée sur le massif du Vértes. Aka présente une structure de village-rue en zone vallonnée, caractéristique des paysages de collines.

## Histoire
Selon les recherches de Pál Hegedűs, directeur du Musée d'histoire locale de Kisbér, le plus ancien document mentionnant Aka remonte à 1274. Ce texte relate comment Akai Ogmánd, au nom du roi, attribua le domaine de Dinnye (aujourd'hui Alsó-Vasdinnyepuszta) à János, fils de Konrád, de la lignée Szák.  
En 1358, des nobles d'Aka mentionnent le village de Kisbattyán, situé près de Kisbér. Jusqu'à l'expulsion des Ottomans, Aka resta la propriété de la famille Akai, dont plusieurs membres occupèrent des fonctions judiciaires importantes. En 1366, lors d'un litige foncier opposant le prieur de Hanta et l'abbé de Pils, le juge royal nomma László Akai comme arbitre. En 1435, le roi Sigismond ordonna à László Akai Erdélyi d'attribuer les domaines de Kisbér et Nagybér au prieur de Hanta, Vince Szakcsi. En 1455, le roi Ladislas V accorda à la famille Akai le droit de haute justice et d'administration libre. À la fin du XVe siècle, la commune appartenait à Kelemen Cseh et à cinq autres propriétaires.  
En 1529, lors de leur marche sur Vienne, les troupes ottomanes détruisirent entièrement Aka, qui resta inhabité pendant 200 ans. En 1570, un registre fiscal ottoman mentionne Aka-puszta comme un domaine du sandjak-bey de Székesfehérvár, Mehmed. Durant cette période, les anciens propriétaires terriens durent hypothéquer leurs biens. Après les guerres contre les Ottomans, Aka fut rattaché aux propriétés de János Fiáth, qui s'illustra en 1686 lors de la reconquête de Buda. En récompense de ses exploits, il reçut plusieurs terres et, en 1722, repeupla Aka avec des colons hongrois des environs.  
Dans son manuscrit « Description du comitat de Veszprém » (1735), Mátyás Bél mentionne que la réinstallation d'Aka progressait sous l'autorisation de la famille Fiáth, alors propriétaire. En 1760, le comte Lajos Batthyány échangea Aka contre un domaine à Hantos et intégra la commune au domaine de Kisbér. En 1762, il y installa des colons allemands et slovaques, leur attribuant 20 fermes comprenant une maison, une cour, un jardin et des terres agricoles. La majorité des Allemands venaient de Styrie. Le recensement de 1784-1787 indiquait alors 107 maisons, 151 familles et 751 habitants. En 1830, Aka revint à la famille Fiáth, sous la propriété du baron József Fiáth.  
À partir de la réinstallation, la population d'Aka fut principalement catholique romaine, bien que la paroisse fût d'abord rattachée à Súr. En 1788, elle devint indépendante, et en 1790, l'église actuelle fut construite pour remplacer une ancienne église en bois. À cette époque, les messes étaient dites alternativement en allemand et en slovaque. En 1771, l'instituteur de l'école enseignait en allemand et en slovaque, sans parler hongrois.  
Les habitants vivaient essentiellement de l'agriculture, de l'exploitation forestière et de l'élevage porcin. La population atteignit son apogée en 1900, avant d'entamer un déclin progressif, accéléré après la Seconde Guerre mondiale. L'expulsion des Allemands après la guerre contribua à cette diminution, et le nombre d'habitants devint inférieur à celui recensé 120 ans plus tôt.  

## Population

### Minorités culturelles et religieuses
Lors du recensement de 2011, 80,8 % des habitants d'Aka se sont déclarés Hongrois, tandis que 19,2 % n'ont pas souhaité répondre. Concernant l'appartenance religieuse, 60,7 % étaient catholiques romains, 2,9 % réformés, 2,1 % luthériens et 2,5 % sans confession, tandis que 31,8 % n'ont pas donné de réponse.
En 2022, 93,2 % des habitants se sont identifiés comme Hongrois, 1,3 % comme Allemands, 0,8 % comme Roumains, et 1,7 % comme appartenant à d'autres nationalités non hongroises. 6,8 % n'ont pas répondu. En raison des identités multiples, le total des pourcentages peut dépasser 100 %. Concernant la religion, 47,3 % des habitants étaient catholiques romains, 7,6 % réformés, 1,7 % luthériens, 0,4 % catholiques grecs, 0,4 % d'autres confessions chrétiennes et 0,8 % d'autres catholiques. 8,9 % se déclaraient sans religion, tandis que 32,5 % n'ont pas souhaité répondre.

## Équipements

### Éducation
En 1950, Aka fut rattachée au comitat de Komárom-Esztergom. En 1975, la réorganisation administrative entraîna son annexion à Ácsteszér, avant qu'elle ne retrouve son indépendance en 1990. Le faible nombre d'enfants a conduit à la fermeture de l'école et de la maternelle, obligeant les élèves à poursuivre leur scolarité d'abord à Ácsteszér, puis à Bakonysárkány.  

## Économie
Aujourd'hui, la majorité des habitants en âge de travailler se rendent à Mór ou Kisbér pour y exercer un emploi ou pratiquent une activité agricole individuelle. La principale richesse de la commune réside dans son environnement naturel préservé, attirant de plus en plus de citadins souhaitant acquérir une résidence secondaire à Aka.
Aka est traversée par le sentier de randonnée commémoratif Táncsics, un itinéraire balisé qui part de la maison natale de Mihály Táncsics à Ácsteszér et y revient après un parcours dans la région.
La commune dispose également d'une maison d'hôtes, offrant une possibilité d'hébergement aux visiteurs.

## Patrimoine urbain
L'église catholique romaine, construite en 1790 dans un style baroque, constitue l'un des principaux monuments de la commune. Son clocher, bien que faisant partie intégrante de l'édifice, n'a été achevé qu'en 1817.
Aka abrite également le sarcophage de la famille Fiáth, l'une des anciennes lignées nobles ayant marqué l'histoire locale.